# فاطیما برناردس
فاطیما برناردس (پرتغالی: Fátima Bernardes؛ زادهٔ ۱۷ سپتامبر ۱۹۶۲) روزنامه‌نگار، و گوینده اخبار اهل برزیل است. او فعالیت خود را در 
شبکه رده گلوبو از سال ۱۹۸۷ آغاز کرد. فوربز او را به عنوان کسی که می‌توانست اپرا وینفری بعدی باشد، معرفی کرده‌است.